# Берген на Рюген
Вижте пояснителната страница за други значения на Берген.
Берген на Рюген (на немски: Bergen auf Rügen) е град в североизточна Германия, административен център на окръг Рюген, провинция Мекленбург-Предна Померания. Намира се във вътрешността на остров Рюген в Балтийско море. Към 31 декември 2011 година населението на града е 14 240 души.

## Личности
Родени
- Теодор Билрот (1829-1894), хирург